# ماريا كاوامورا
ماريا كاوامورا (باليابانية: 川村万梨阿) مواليد 21 نوفمبر 1961 في طوكيو، اليابان، هي مؤدية أصوات يابانية، وزوجة فنان المانجا مامورو ناغانو.

## الأعمال
- نساء صغيرات
- الرغيف العجيب
- سيتي هانتر
- نيون جينيسيس إيفانجيليون
- بوكيمون
- ميجا مان ليجندز 2
- عهد الأصدقاء
- سانت سيا
- لحن الحياة
- صاحب الظل الطويل
- مسرح تحف العالم

## روابط خارجية
- ماريا كاوامورا على موقع IMDb (الإنجليزية)
- ماريا كاوامورا على موقع ميوزك برينز (الإنجليزية)
- ماريا كاوامورا على موقع أول موفي (الإنجليزية)
- ماريا كاوامورا على موقع أول ميوزيك (الإنجليزية)
- ماريا كاوامورا على موقع ديسكوغز (الإنجليزية)
- ماريا كاوامورا على موقع قاعدة بيانات الفيلم (الإنجليزية)
- ماريا كاوامورا على موقع ANN person (الإنجليزية)
- ماريا كاوامورا على موقع ANN person (الإنجليزية)